# Roth (Rednitz)
Roth – rzeka w Bawarii, prawy dopływ Rednitz. 